# Tetta Sugimoto
Tetta Sugimoto (杉本哲太?, Sugimoto Tetta; Chigasaki, 21 luglio 1965) è un attore giapponese,  prima di debuttare come attore nel 1983 era membro di una rock band.

## Biografia
Fin dai primi anni '80 partecipa a numerose serie televisive e film di successo, affiancando poi anche in vari dorama i protagonisti idol maschili di turno. Ha lavorato in molte pellicole cinematografiche, con registi come Takeshi Kitano.

## Filmografia

### Cinema
- 2014: Still the Water (Futatsume no mado?)
- 2013: Kids Return Saikai no Toki
- 2013: Bakushin: Nagasaki no Sora - Hiroyoshi Takamori
- 2013: Naito Pipuru - Detective Sone
- 2012: Ninkyo Helper - Yuuki Hiyoshi
- Ashita no Joe (あしたのジョー), regia di Fumihiko Sori (2011)
- 2010: Strangers in the City (Yukizuri no Machi)
- 2010: Outrage
- 2009: Zero Focus (Zero no Shōten)
- 2009: Boku no hatsukoi o kimi ni sasagu
- 2009: John Rabe - Kesago
- 2008: Ichi
- 2008: Higurashi no naku koro ni
- 2008: Departures
- 2007: Giniro no Season / Silver Season
- 2007: Dororo - Sabame
- 2006: Hanada Shonenshi - Yuurei to Himitsu no Tunnel (2006)
- 2005: Zoo
- 2005: Rinne
- 2004: Sekai no chūshin de, ai o sakebu
- 2002: Alive
- 2001: Water Boys
- 2001: Lily Chou-Chou no subete
- 1998: Tokyo Eyes
- 1998: Poruno sutâ - Matsunaga
- 1997: Scorpion's Revenge|Sasori in U.S.A. - Jiro/Nami's fiancé
- 1997: Gimu to engi - Yoshihiko Takeda, Shoko's husband
- 1996: Billiken (as Tetsuta Sugimoto) - Billiken
- 1995: Deep River|Fukai kawa - Enam
- 1995: Stairway to the Distant Past|Harukana jidai no kaidan o - Sugimoto
- 1994: Uneasy Encounters|Kowagaru hitobito
- 1992: The River with No Bridge|Hashi no nai Kawa (as Tetsuta Sugimoto) - Seitaro Hatanaka
- 1992: Hikarigoke - Goro
- 1991: Bakumatsu jyunjyoden - Toshizou Hijikata
- 1990 botan-doro - Saburo Hagiwara
- 1990: Mt. Aso's Passions|Shikibu monogatari - Yumenosuke
- 1989: Zazie
- 1988: Hope and Pain|Dauntaun hirozu - Gan, Iwao Ishido
- 1987: Sukeban deka - Kikuo Kato
- 1987: Zegen - Genkichi
- 1987: Honba jyoshikou manual: Hatsukoi binetsu-hen - Naoto Otani
- 1986: A Promise (Ningen no yakusoku) - Takao, figlio di Yoshio
- 1983: Hakujasho - Kanamishima

### Televisione
- Boku, Unmei no Hito desu. (2017)
- Sekai ichi muzukashii koi (2016)
- Tennō no ryōriban (2015)
- Amachan (NHK, 2013)
- Doubles (TV Asahi, 2013)
- SP~Keishichou Keigoka III (TV Asahi, 2013)
- Beginners! (TBS, 2012)
- Mou Ichido Kimi ni, Propose (TBS, 2012)
- Keishichou_Keigoka II SP (TV Asahi, 2012)
- Strawberry Night (Fuji TV, 2012, ep4-5)
- Unmei no Hito (TBS, 2012)
- Keishichou Keigoka SP (TV Asahi, 2011)
- Zettai Reido 2 (Fuji TV, 2011)
- Zettai Reido SP (Fuji TV, 2011)
- Inu o kau to iu koto (TV Asahi, 2011)
- Nagareboshi (Fuji TV, 2010)
- Kasouken no Onna 2010 (TV Asahi, 2010, ep7)
- Zettai Reido (Fuji TV, 2010)
- Code Blue 2 (Fuji TV, 2010)
- Ryomaden (NHK, 2010)
- Tokyo Dogs (Fuji TV, 2009, ep2)
- Limit (NHK, 2009)
- Kanryotachi no Natsu (TBS, 2009)
- Keiji Ichidai (TV Asahi, 2009)
- Mr. Brain (TBS, 2009, ep1,3,7)
- The Quiz Show 2 (NTV, 2009, ep7)
- Go Ape (WOWOW, 2009)
- Mei-chan no Shitsuji (Fuji TV, 2009)
- Code Blue SP (Fuji TV, 2009)
- The Naminori Restaurant (NTV, 2008)
- Code Blue (Fuji TV, 2008)
- Osen (NTV, 2008)
- Kurama Tengu (NHK, 2008)
- Tengoku to Jigoku (TV Asahi, 2007)
- Hadashi no Gen (Fuji TV, 2007)
- Barefoot Gen (2007)
- Hanazakari no Kimitachi e (Fuji TV, 2007)
- Slow Start (NHK, 2007)
- Aibou 5 (TV Asahi, 2007, ep11)
- Bibo no Mesu (NTV, 2007)
- Kakure Karakuri (TBS, 2006)
- Kurosagi - Il truffatore nero (TBS, 2006)
- Yagyu Jubei Nanaban Shobu 2 (NHK, 2006)
- Jyooubachi (Fuji TV, 2006)
- Satomi Hakkenden (TBS, 2006)
- Meitantei Akafuji Takashi (NHK, 2005)
- Haruka 17 (TV Asahi, 2005)
- H2 (manga) (TBS, 2005)
- Kunitori Monogatari (TV Tokyo, 2005)
- Zeppeki (NHK, 2004)
- Dark Tales of Japan (Nihon no Kowaiya, 2004)
- Keishicho Kanshiki Han 2004 (NTV, 2004)
- Water Boys (Fuji TV, 2003)
- Blackjack ni Yoroshiku (TBS, 2003)
- Satorare (TV Asahi, 2002)
- Onmyouji (NHK, 2001)
- Manatsu no Merry Christmas (TBS, 2000)
- Mona Lisa no Hohoemi (Fuji TV, 2000)
- Teppen (TV Asahi, 1999)
- Kyumei Byoto 24 Ji (Fuji TV, 1999)
- Genroku Ryoran (NHK, 1999)
- Umi Made Go Fun (TBS, 1998)
- Love Again (TBS, 1998)
- Miss Cinderella (Fuji TV, 1997)
- Shota no Sushi (Fuji TV, 1996)
- Kinjirareta Asobi (NTV, 1995)
- Saiko no Kataomoi (Fuji TV, 1995)
- Kasuga no Tsubone (NHK, 1989)
- Himitsu chouhouin Erika (秘密諜報員 エリカ?)  – serie TV (2011)

### Videogiochi
- Yakuza: Dead Souls (2011) (Tomoaki Nagahama)

## Doppiatori italiani
Nelle versioni in italiano dei suoi film Tetta Sugimoto è stato doppiato da:
- Franco Mannella in Rinne, Departures
- Neri Marcorè in Tokyo Eyes
- Alessandro Messina in Outrage